# Lychnophorinae
Lychnophorinae, podtribus glavočika dio tribusa Vernonieae.. Sastoji se od 12 rodova; tipični je Lychnophora iz Brazila.
Podtribus je opisan 1873.

## Rodovi
1. Subtribus Lychnophorinae Benth.
  1. Eremanthus Less. (35 spp.)
  2. Anteremanthus H. Rob. (2 spp.)
  3. Chronopappus DC. (2 spp.)
  4. Vinicia Dematt. (1 sp.)
  5. Lychnophorella Loeuille, Semir & Pirani (11 spp.)
  6. Lychnocephalus Mart. ex DC. (8 spp.)
  7. Lychnophora Mart. (38 spp.)
  8. Maschalostachys Loeuille & Roque (2 spp.)
  9. Minasia H. Rob. (7 spp.)
  10. Piptolepis Sch. Bip. (18 spp.)
  11. Prestelia Sch. Bip. (3 spp.)
  12. Proteopsis Mart. & Zucc. ex Sch. Bip. (2 spp.)